# Boris Sidis
Boris Sidis (12 de outubro de 1867—24 de outubro de 1923) foi um psicólogo, psiquiatra e médico estadunidense, nascido na Ucrânia. Foi o pai de William James Sidis. Ele escreveu um livro sobre a psicologia da educação: "filisteu e gênio", onde ele menciona seu método.

## Vida e trabalho
Nascido no Império Russo de pais judeus, ele emigrou para os Estados Unidos em 1887 para escapar da perseguição política. Ele foi preso por pelo menos dois anos, de acordo com a biógrafa de William James Sidis, Amy Wallace. Mais tarde, ele creditou sua capacidade de pensar a esse longo confinamento solitário. Sua esposa, Sarah Mandelbaum Sidis, e sua família fugiram dos pogroms por volta de 1889.
Boris obteve quatro diplomas em Harvard (entre eles Ph.D.) e estudou com William James. Ele foi influente no início do século XX, conhecido por seu trabalho pioneiro em psicopatologia, estados hipnóides / hipnóticos e psicologia de grupo. Ele também é conhecido por aplicar vigorosamente os princípios da biologia evolutiva ao estudo da psicologia. Fundou o New York State Psychopathic Institute e o Journal of Abnormal Psychology.
Ele se opôs veementemente à Primeira Guerra Mundial, vendo a guerra como uma doença social, e denegriu o conceito amplamente difundido de eugenia. Ele procurou fornecer informações sobre por que as pessoas se comportam dessa maneira, especialmente em casos de frenesi ou mania religiosa. Com a publicação de seu livro Nervous Ills: Their Cause and Cure em 1922, ele resumiu muito de seu trabalho anterior no diagnóstico, compreensão e tratamento de distúrbios nervosos. Ele viu o medo como uma causa subjacente de muito sofrimento mental humano e comportamento problemático.
Sidis aplicou suas próprias abordagens psicológicas para criar seu filho, William James Sidis, com quem desejava promover uma alta capacidade intelectual. Seu filho foi considerado uma das pessoas mais inteligentes de todos os tempos (com um índice de QI estimado em 250–300, embora essa afirmação tenha sido contestada). Depois de receber muita publicidade por seus feitos de infância, ele passou a viver uma vida excêntrica e morreu em relativa obscuridade. O próprio Boris Sidis ridicularizou os testes de inteligência como "tolos, pedantes, absurdos e grosseiramente enganadores".
Com as condenações de Boris contra a psicologia dominante e Sigmund Freud, ele morreu no ostracismo pela comunidade que ajudou a criar.

## Biografia parcial
- The Psychology of Suggestion: A Research into the Subconscious Nature of Man and Society (1898)
- Psychopathological Researches: Studies in Mental Dissociation (1902)
- Multiple Personality: An Experimental Investigation into Human Individuality (1904)
- An Experimental Study of Sleep (1909)
- Philistine and Genius (1911)
- The Psychology of Laughter (1913)
- The Foundations of Normal and Abnormal Psychology (1914)
- Symptomatology, Psychognosis, and Diagnosis of Psychopathic Diseases (1914)
- The Causation and Treatment of Psychopathic Diseases (1916)
- The Source and Aim of Human Progress: A Study in Social Psychology and Social Pathology (1919)
- Nervous Ills: Their Cause and Cure (1922)